# Purpurrote Taubnessel
Die Purpurrote Taubnessel (Lamium purpureum) ist eine Pflanzenart aus der Gattung Taubnesseln (Lamium) innerhalb der Familie der Lippenblütler (Lamiaceae).

## Beschreibung

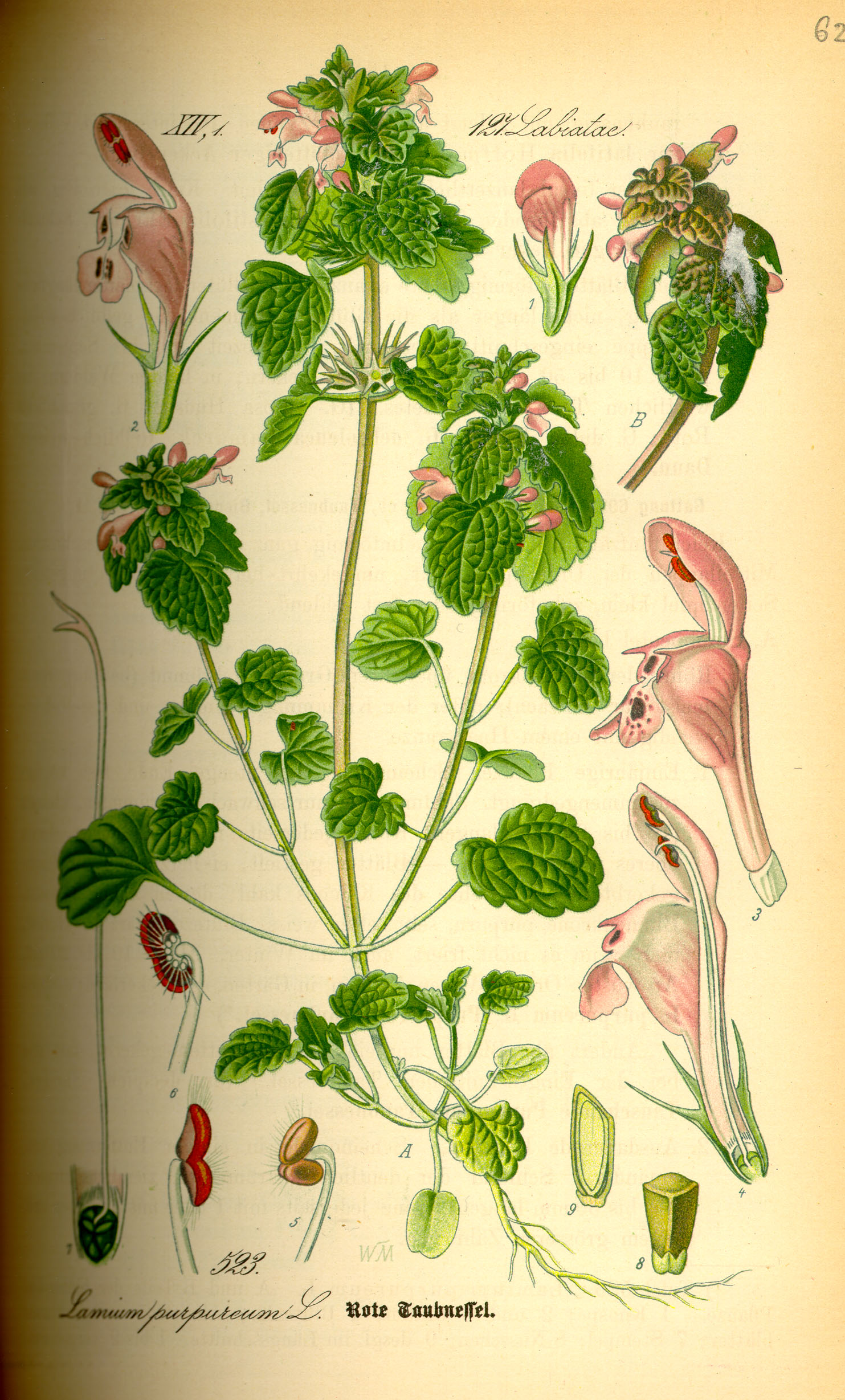
Illustration

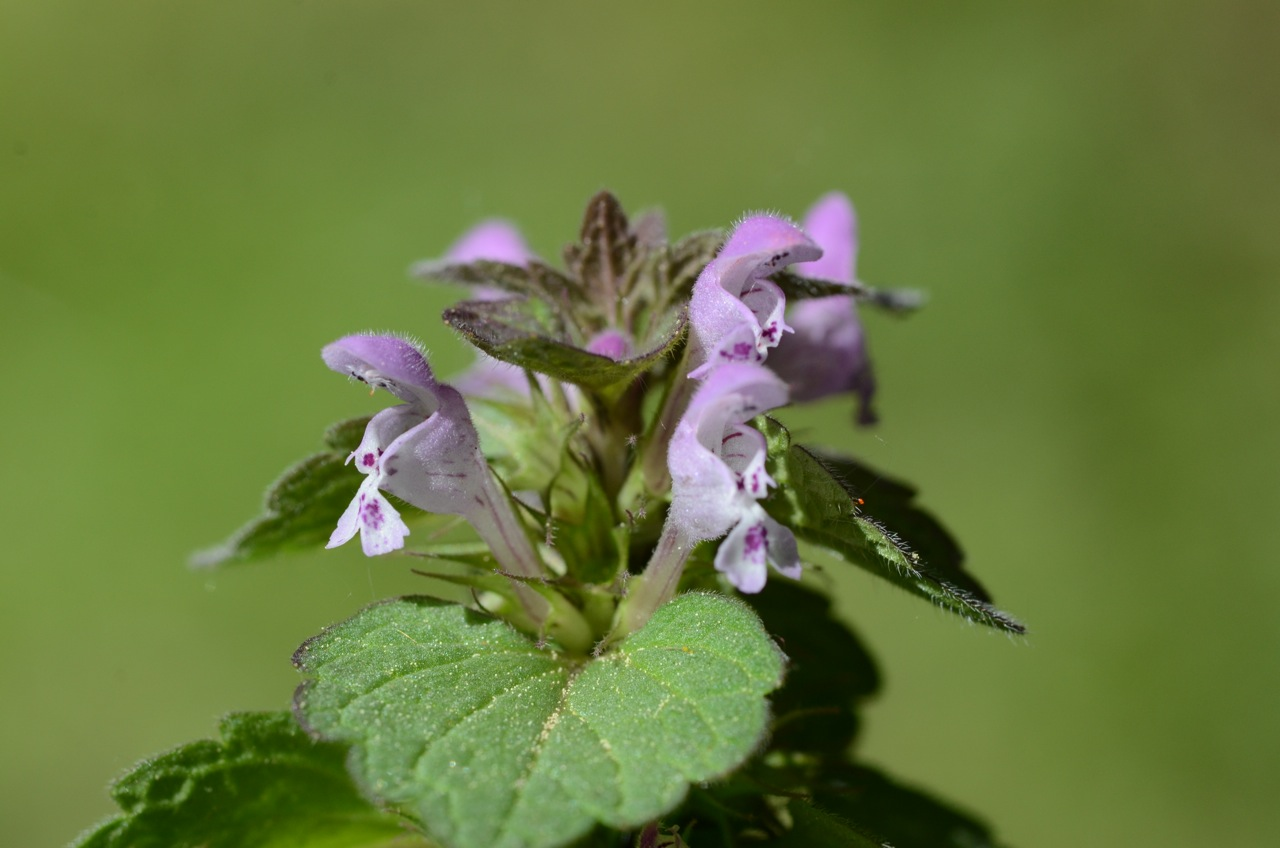
Blütenstand

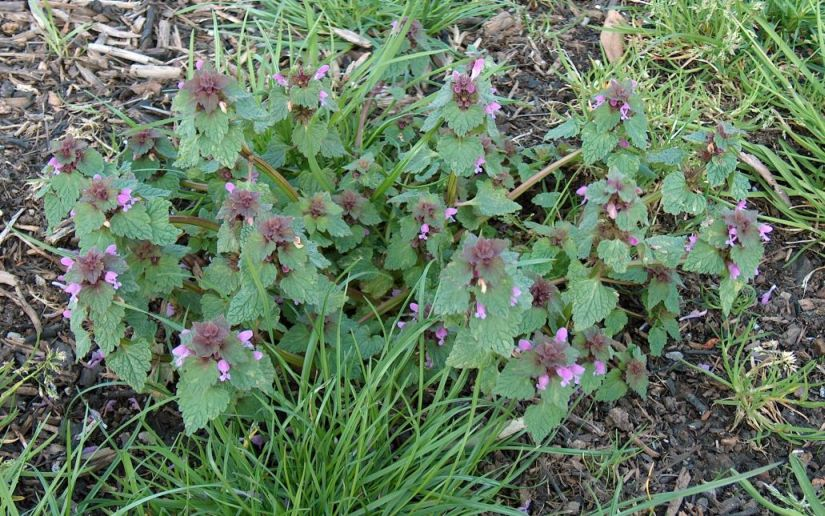
Habitus

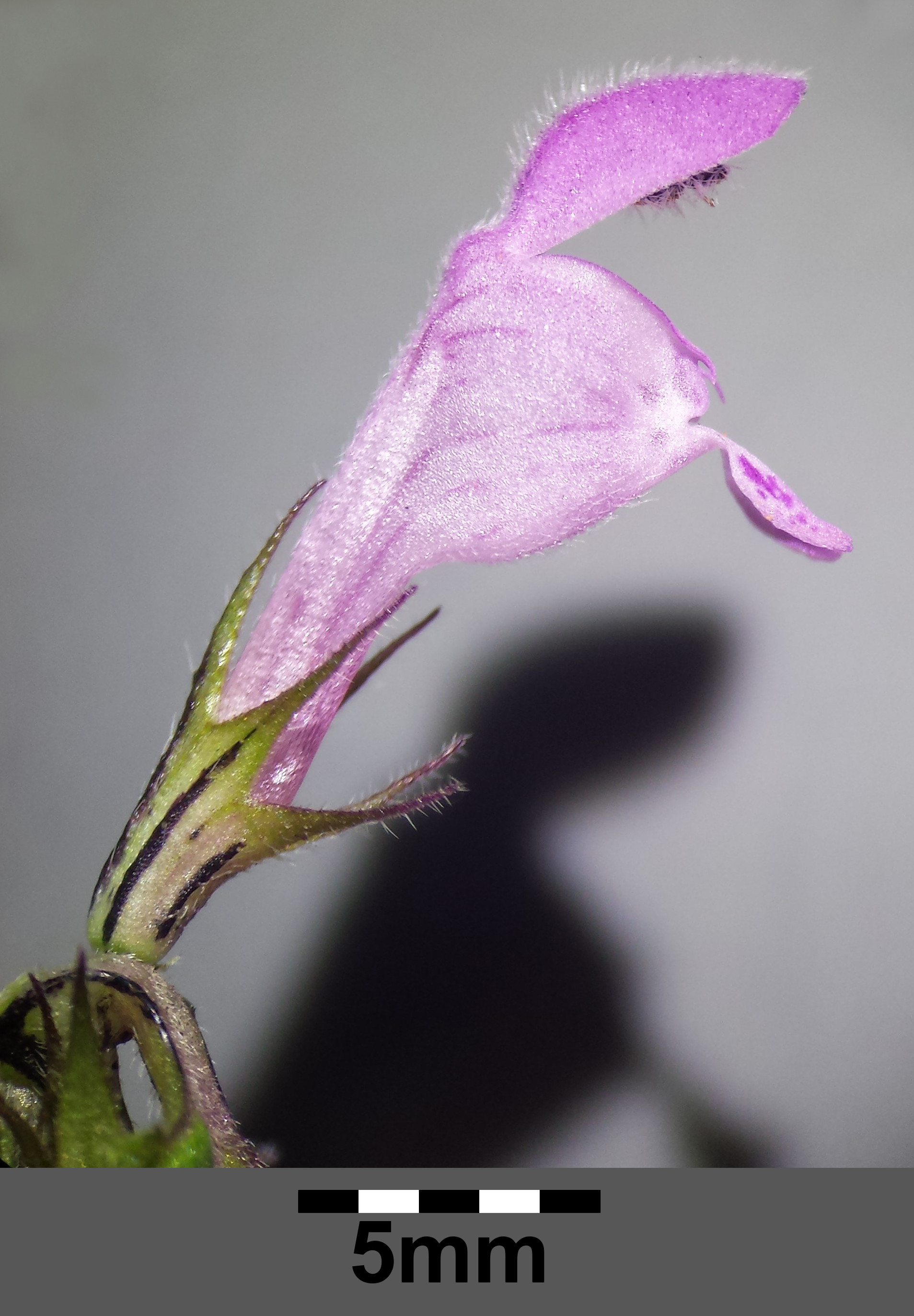
Seitenansicht einer Blüte. Die Kronröhre ist gerade.

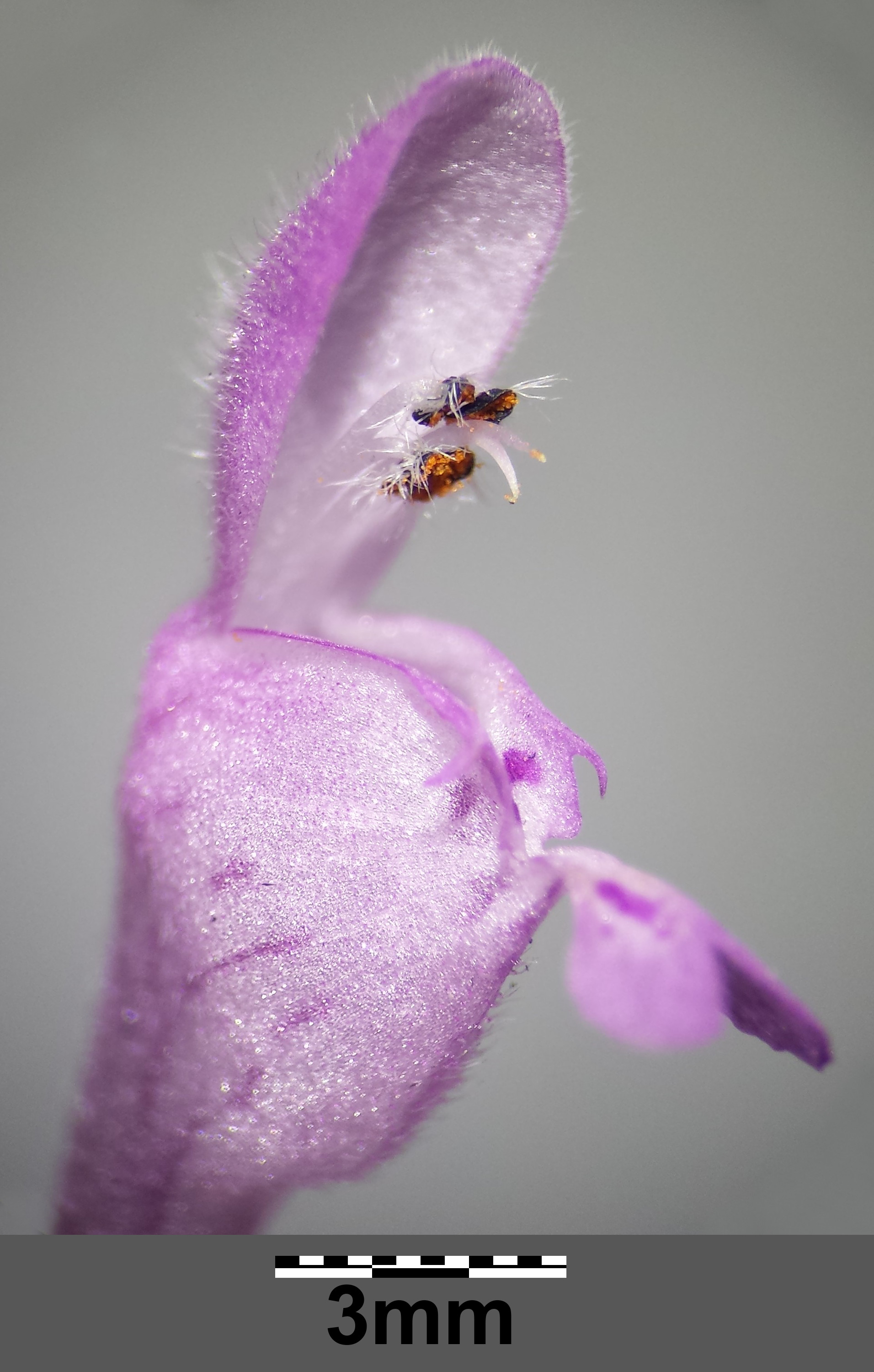
Detailansicht einer Krone. Die Seitenlappen der Unterlippe sind zu fädlichen Anhängseln verkümmert. Die Staubbeutel sind bärtig.

Für die Varietät Lamium purpureum var. purpureum gilt:

### Vegetative Merkmale
Die Purpurrote Taubnessel ist eine einjährige krautige Pflanze und erreicht Wuchshöhen von 15 bis 45 Zentimetern. Sie ist meist am Grunde verzweigt. Ihr Stängel ist gewöhnlich ganz kahl.
Junge Laubblätter sind purpurfarben überhaucht, sie werden mit zunehmender Reife dunkel-grün. Die gegenständig angeordneten Laubblätter sind in Blattstiel und Blattspreite gegliedert. Die einfache Blattspreite ist bei einer Länge von 1 bis 5 Zentimetern sowie einer Breite von 1 bis 3 Zentimetern eiförmig oder rundlich-eiförmig, mit gekerbtem oder gekerbt-gesägtem Rand.

### Generative Merkmale
Die Blütezeit reicht von März bis Oktober. Drei bis sieben Scheinquirle stehen übereinander, die oberen sind kopfig genähert, die unteren oft weiter abgerückt. Je sechs bis zehn sitzende Blüten sind in einem Scheinquirl angeordnet.
Die zwittrigen Blüten sind zygomorph und fünfzählig mit doppelter Blütenhülle. Der Kelch ist röhrig-glockig und 5 bis 7 Millimeter lang, seine Zähne sind etwa so lang wie die Röhre. Die purpurfarbene Blütenkrone ist 10 bis 23 Millimeter lang, sie hat eine 7 bis 12 Millimeter lange, gerade Röhre, die den Kelch überragt. Die 4 bis 6 Millimeter lange Oberlippe ist vorn fast halbkugelig gewölbt und flaumig behaart. Die Unterlippe ist bei einer Länge von etwa 2 Millimeter lang und verkehrt-herzförmig. Ihre winzigen Seitenlappen sind fädlich; der größere Mittellappen ist ausgerandet und in der Ausrandung oft bespitzt. Die Staubbeutel sind violett und weißzottig behaart; sie liegen unter der Oberlippe und ragen nur schwach vor.
Die Nüsschen sind bei einer Länge von 2 bis 2,5 Millimetern eiförmig-tetraedrisch und meist grau und glatt.

## Ökologie
Die Rote Taubnessel ist ein Archäophyt und ein Kulturbegleiter. Sie ist schnellwüchsig und benötigt oft nur wenige Wochen von der Keimung bis zur Samenreife. Daher sind pro Jahr zwei oder drei Generationen möglich.
Die Blüten sind homogame, nektarführende Lippenblumen; sie werden durch Apoidea bestäubt; der Nektar wird durch einen Haarring (Saftdecke) geschützt; Fremdbestäubung wird dadurch begünstigt, dass der Griffel die Staubblätter überragt; bleibt diese aus, tritt spontane Selbstbestäubung ein; neben den chasmogamen Blüten kommen nicht selten kleistogame Blüten vor. Die Art hat eine lange Blütezeit (März bis Oktober), teils bis in den Winter. Der sehr frühe Blütebeginn macht sie zu einer sehr wichtigen Pflanzenart für nahrungssuchende Hummelköniginnen.
Die Teilfrüchte tragen ein Elaiosom, daher ist auch Ausbreitung durch Ameisen wie Lasius niger möglich. Das erklärt auch das gelegentliche Auftreten der Art auf Kopfweiden.

## Standorte
Für die Varietät Lamium purpureum var. purpureum gilt:
Man findet die Purpurrote Taubnessel verbreitet in lückigen Unkrautgesellschaften der Äcker, Gärten und Weinberge, auch an Schuttplätzen und Wegen. Sie gedeiht am besten auf frischen, nährstoffreichen, lockeren Böden.
Nach Ellenberg ist sie eine Halblichtpflanze, ein Mäßigwärmezeiger, ein Frischezeiger, stickstoffreiche Standorte anzeigend und eine Ordnungscharakterart nährstoffreicher Acker- und Garten-Beikrautfluren (Polygono-Chenopodietalia).
Die ökologischen Zeigerwerte nach Landolt et al. 2010 sind in der Schweiz: Feuchtezahl F = 3 (mäßig feucht), Lichtzahl L = 4 (hell), Reaktionszahl R = 4 (neutral bis basisch), Temperaturzahl T = 3 (montan), Nährstoffzahl N = 4 (nährstoffreich), Kontinentalitätszahl K = 3 (subozeanisch bis subkontinental).
In den Allgäuer Alpen steigt sie im Vorarlberger Lechtal am Eingang zum Hochalptal zwischen Schröcken und Warth bis zu einer Höhenlage von 1250 Metern auf. Noch höher gelegene Vorkommen sind aus anderen Teilen Vorarlbergs (über 1400 Meter) und Tirols (bis über 1600 Meter) bekannt. In Graubünden kommt sie in der Gemeinde Avers bei 1960 Metern, im Kanton Wallis am Großen St. Bernhard bei einer Höhenlage von bis zu 2476 Meter vor.

## Systematik
Die Erstveröffentlichung von Lamium purpureum erfolgte 1753 durch Carl von Linné in Species Plantarum, Tomus II, Seite 579.
Je nach Autor gibt es vier oder fünf Varietäten (Stand 2003):
- Lamium purpureum var. ehrenbergii (Boiss. & Reut.) Mennema (Syn.: Lamium ehrenbergii Boiss. & Reut.): Sie kommt von der südwestlichen Türkei bis zum Libanon vor.
- Lamium purpureum var. hybridum (Vill.) Vill. (Syn.: Lamium hybridum Vill., bei vielen Autoren gilt sie als eigenständige Art): Sie kommt in Makaronesien vor und vom westlichen und zentralen Mittelmeerraum bis zur Schweiz. Sie steigt im Kanton Wallis im Val d’Hérens bis in eine Höhenlage von 1350 Meter und um Zermatt bis 1600 Meter auf.[1] Die ökologischen Zeigerwerte nach Landolt et al. 2010 sind in der Schweiz für diese Varietät: Feuchtezahl F = 3 (mäßig feucht), Lichtzahl L = 4 (hell), Reaktionszahl R = 3 (schwach sauer bis neutral), Temperaturzahl T = 3+ (unter-montan und ober-kollin), Nährstoffzahl N = 4 (nährstoffreich), Kontinentalitätszahl K = 2 (subozeanisch).[8]
- Eingeschnittene Taubnessel (Lamium purpureum var. incisum (Willd.) Pers., Syn.: Lamium incisum Willd.): Sie kommt in Europa und im Mittelmeerraum vor.[7]
- Lamium purpureum var. moluccellifolium Schumach.:[7] Sie kommt vom westlichen bis nordwestlichen Europa bis zur Schweiz vor.
- Lamium purpureum L. var. purpureum: Die Chromosomenzahl beträgt 2n = 18.[9] Sie ist die am weitesten verbreitete Varietät und kommt ursprünglich in Makaronesien, im Mittelmeerraum und von ganz Europa bis nach Sibirien vor.[7] In Nord- und Südamerika und in Neuseeland ist sie ein Neophyt.[7]

### Variabilität der Eingeschnittenen Taubnessel
Die Eingeschnittene Taubnessel ist sehr formenreich. Früher wurde sie zusammen mit der Mittleren Taubnessel (Lamium confertum), die eine artgewordene Hybride von Lamium purpureum var. purpureum und Lamium amplexicaule darstellt, als eine selbstständige Art behandelt. Da offenbar auch Übergangsformen zwischen der Eingeschnittenen und der Mittleren Taubnessel auftreten, ist eine genaue Zuordnung zum Teil recht schwierig. Dies ist insbesondere auch bei älteren Verbreitungsangaben zu berücksichtigen.

## Nutzung

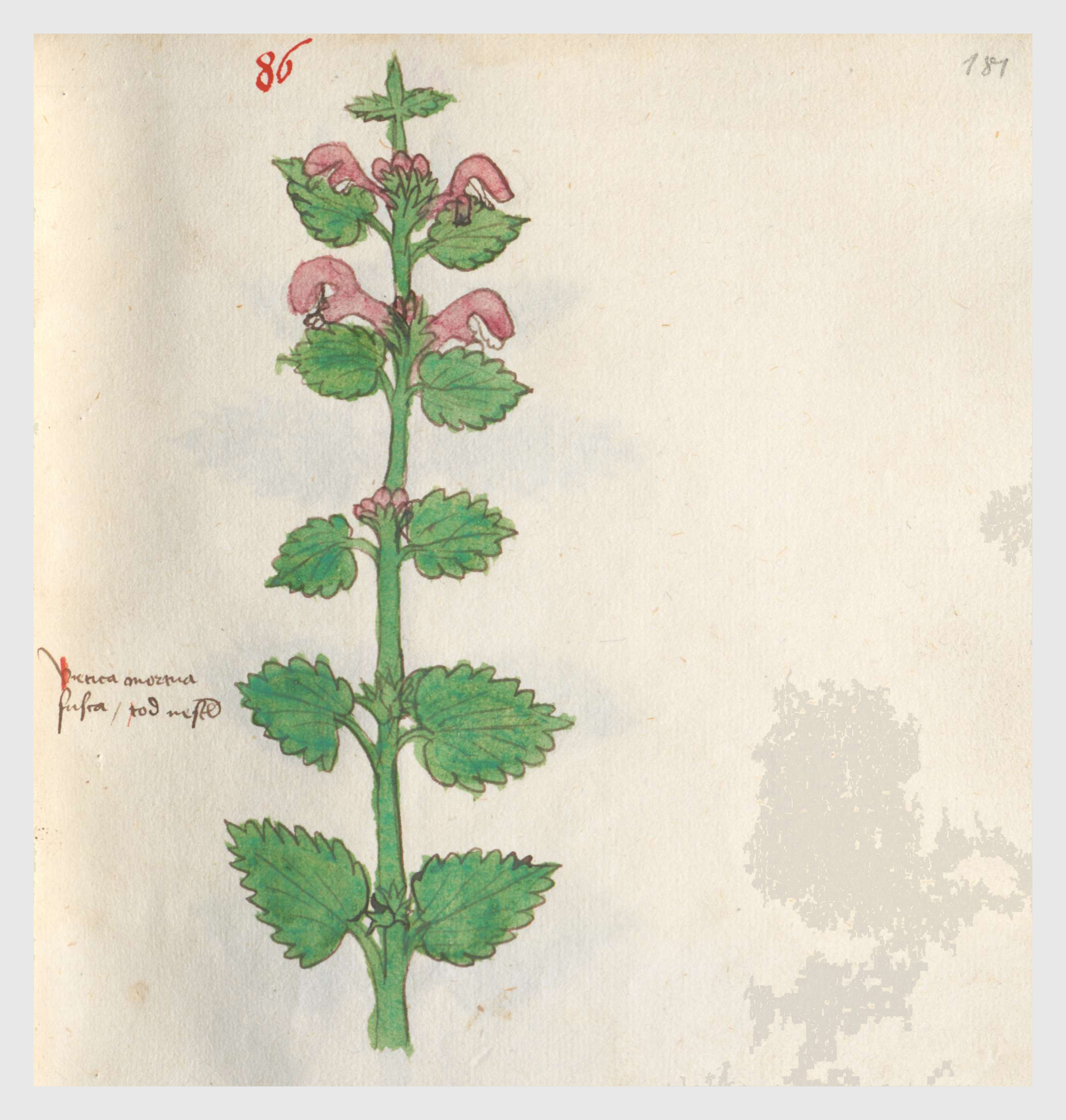
Illustration der Purpurroten Taubnessel bei Vitus Auslasser

Die Purpurrote Taubnessel (wie andere Lamium-Arten oder Lamioideae wie möglicherweise der Wald-Ziest früher auch „Todnessel“ und lateinisch Urtica mortua genannt) war früher unter anderen als blutstillendes Mittel oder gegen Geschwüre im Gebrauch.

## Eingeschnittene Taubnessel
Die Eingeschnittene Taubnessel (Lamium purpureum var. incisum (Willd.) Pers., Synonym Lamium incisum Willd.), auch als Schlitzblatt-, oder Bastard-Taubnessel bezeichnet, ist in Mitteleuropa nur stellenweise verbreitet. Sie wurde 1800 durch Carl Ludwig Willdenow in Species Plantarum, 4. Auflage, Band 3, Teil 1, Seite 89 als Lamium incisum erstbeschrieben. Das Taxon wurde 1806 von Christiaan Hendrik Persoon in Synopsis Plantarum: seu Enchiridium botanicum, Band 2, Seite 122 als Varietät Lamium purpureum  var. incisum (Willd.) Pers. der Art Lamium purpureum zugeordnet.

### Beschreibung der Eingeschnittenen Taubnessel

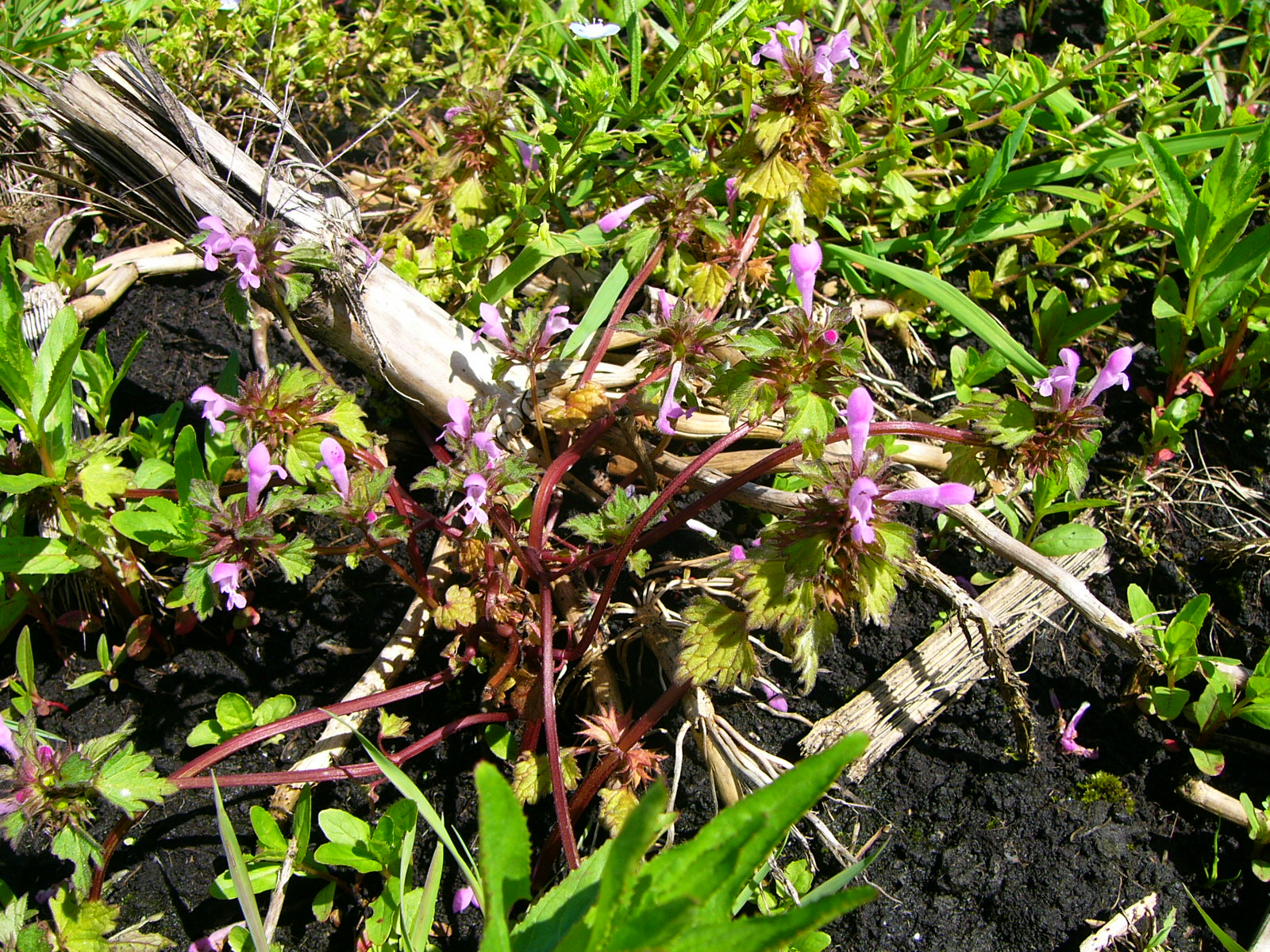
Eingeschnittene Taubnessel (Lamium purpureum var. incisum (Willd.) Pers.)

Die Eingeschnittene Taubnessel ist eine einjährige krautige Pflanze, die neuerdings als Varietät der Roten Taubnessel (Lamium purpureum) angesehen wird. Früher wurde sie als eigenständige Art betrachtet, von der man vermutete, sie sei als fruchtbare Hybride aus der nicht in Mitteleuropa heimischen Lamium bifidum und der Stängelumfassenden Taubnessel (Lamium amplexicaule) hervorgegangen. Von der ähnlichen Mittleren Taubnessel (Lamium confertum) unterscheidet sie sich unter anderem durch die tiefer eingeschnittenen Laubblätter und die deutlich gestielten obersten Tragblätter.
Die Eingeschnittene Taubnessel, die im Habitus der Roten Taubnessel ähnelt, erreicht eine Wuchshöhe von etwa 10 bis 40 Zentimeter. Der vierkantige Stängel ist vom Grund an sehr ästig verzweigt. Er ist spärlich behaart bis fast kahl und oft mehr oder weniger rot überlaufen. Die oberen Laubblätter sind von ei-rautenförmiger Gestalt, oft rötlich überlaufen und deutlich gestielt. Alle Laubblätter sind grob eingeschnitten gekerbt bis nahezu fiederspaltig und in einen Stiel verschmälert. Sie besitzen eine Länge von 1 bis 2, manchmal auch bis 4 Zentimeter.
Die hell-karminroten Blüten sind etwa 1 Zentimeter lang und befinden sich in dichten, einander meist stark genäherten Scheinquirlen. Der Haarring innerhalb der Blütenkrone kann sowohl fehlen als auch vorhanden sein. Der Blütenkelch ist meist stärker behaart als bei Lamium purpureum var. purpureum, aber schwächer als bei Lamium amplexicaule.
Die Eingeschnittene Taubnessel blüht vorwiegend in den Monaten März bis Juni, kann aber auch noch einmal im Herbst bis in den Winter hinein erneut blühen.
Die Chromosomenzahl beträgt im Gegensatz zu der der Varietät Lamium purpureum var. purpureum 2n = 36.

## Standortansprüche und Verbreitung der Eingeschnittenen Taubnessel

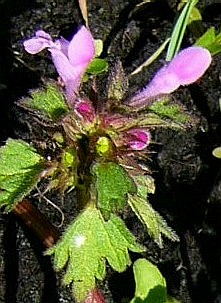
Eingeschnittene Taubnessel (Lamium purpureum var. incisum)

Lamium purpureum var. incisum wächst auf feuchten Äckern, in Gärten, Weinbergen und an Wegrändern. Sie bevorzugt frische, nährstoffreiche und meist sandige Böden.
Diese Varietät scheint im größten Teil Europas zerstreut vorzukommen. In Deutschland kommt die Eingeschnittene Taubnessel fast ausschließlich im norddeutschen Raum vor (Schleswig-Holstein, Hamburg, Mecklenburg-Vorpommern, Nordrhein-Westfalen, Niedersachsen). Dort ist sie zum Teil recht verbreitet. Wenige Funde sind auch aus den nördlichen Teilen von Bayern und Baden-Württemberg bekannt. In Thüringen ist sie aktuell nicht nachgewiesen. In Österreich ist die Varietät sehr selten in Tirol und Vorarlberg zu finden. In der Schweiz tritt sie in kollinen bis montanen Höhenlagen selten vor allem im südwestlichen Gebiet auf.